# Glaucina escariola
Glaucina escariola är en fjärilsart som beskrevs av Frederick H. Rindge 1959. Glaucina escariola ingår i släktet Glaucina och familjen mätare. Inga underarter finns listade i Catalogue of Life.